# José Ángel Gómez Marchante
José Ángel Gómez Marchante (San Sebastián de los Reyes, Espanha, 30 de maio de 1980) é um ciclista espanhol.

## Biografia

### Inícios no ciclismo
Gómez Marchante começou a sua andadura como ciclista no União Ciclista San Sebastián de los Reyes no ano 1988, passando depois por diversas escolas e equipas amadoras onde obteve a vitória final na Volta a Extremadura como vitória mais destacada um ano antes de subir ao profissionalismo.

### Ciclismo profissional

#### Estreia
Fez seu estreia como profissional no ano 2004 com a equipa Costa de Almería-Paternina.

#### Estreia ProTour no Phonak

##### 2005
Para 2005 alinhou pela equipa Phonak, de categoria ProTour. A chegada de Marchante produziu-se num momento de mudanças na formação suíça, depois do despedimento de Álvaro Pino (pelos escândalos da temporada anterior) e a chegada de Juan Fernández como novo diretor desportivo.

#### Matxín: sucessos e estancamento
Pouco depois Marchante alinhou pelo Saunier Duval dirigido por Joxean Fernández "Matxín". Em sua primeira participação no Tour de France sofreu uma queda, fracturando-se a clavícula.

##### 2006
Na sua segunda temporada na equipa amarela conseguiu seu melhor triunfo como profissional ao ganhar a general da Volta ao País Basco depois de se impor na decisiva contrarrelógio final a homens como Alberto Contador, Samuel Sánchez, Alejandro Valverde ou Cadel Evans.

##### 2007
Depois do seu grande ano anterior, Marchante enfrentava o 2007 com optimismo e com a clara intenção de ser o chefe de fileiras da equipa em grandes voltas. Na Volta ao País Basco, durante a montanhosa penúltima etapa passada por água, Marchante sofreu uma queda quando rodava junto a seu colega Koldo Gil (o primeiro dos dois em se cair) tratando de dar caça a Juan José Cobo (também do Saunier, e à posterior vencedor da etapa e a geral) e Samuel Sánchez. Meses depois, em junho, teve uns problemas digestivos que levaram a que lhe fora diagnosticada uma colite ulcerosa, uma doença crónica e instável que pode derivar em cancro  e que lhe obriga desde então a seguir um tratamento de corticoides e anti-inflamatórios. Marchante ganhou a Subida a Urkiola em agosto , seu único triunfo numa temporada cheia de contratempos e na que não brilhou na Volta a Espanha.

##### 2008
A sua terceira temporada no conjunto de Matxín supôs uma nova decepção, e como consequência disso e da difícil situação da equipa face a 2009 (falta de patrocinadores e veto de corridas importantes) depois dos escândalos de dopagem protagonizados por Riccardo Riccò e Leonardo Piepoli no Tour de France de 2008, o madrileno decidiu abandonar a formação.

#### Breve estadia no Cervélo

##### 2009
Para 2009 alinhou pela estreante equipa Cervélo Test Team, que pese a ser Continental Profissional (não ProTour) contava com um destacado modelo, com homens como Carlos Sastre (vigente vencedor do Tour de France), Heinrich Haussler e Thor Hushovd.
Em março sofreu uma queda na segunda etapa da Paris-Nice, fracturado o rádio esquerdo, não podendo voltar à competição até Volta à Romandia.
Em maio, durante a disputa da Volta à Catalunha, Marchante foi quinto na geral (idêntico posto ao obtido na etapa rainha pirenaica por Andorra ). Depois da Volta, passou uns dias nos Pirenéus junto a seus colegas Xavier Florencio e Íñigo Cuesta inspecionando os portos pelos que passariam a sétima e oitava etapas do Tour de France, corrida na que exerceu como gregario para o chefe de fileiras Sastre (quem não teve uma atuação destacada, não conseguindo finalizar entre os dez primeiros da geral).
Depois de não receber notícias da equipa para uma possível renovação, começou a procurar equipa para a seguinte temporada.

##### 2010
No ano 2010 a equipa espanhola Andalucia-CajaSur o contrata como chefe de filas. Teve um acidente na Volta a Burgos, ainda que pôde participar na Volta a Espanha.

## Palmarés
- 2004
  - 1  etapa do Grande Prêmio CTT Correios de Portugal

- 2006
  - Volta ao País Basco, mais 1 etapa

- 2007
  - Subida a Urkiola

## Resultados em Grandes Voltas
| Corrida | Corrida         | 2004 | 2005 | 2006 | 2007 | 2008 | 2009 | 2010 |
| ------- | --------------- | ---- | ---- | ---- | ---- | ---- | ---- | ---- |
|         | Giro d'Italia   | —    | —    | —    | —    | —    | —    | —    |
|         | Tour de France  | —    | Ab.  | Ab.  | —    | —    | Ab.  | —    |
|         | Volta a Espanha | 8.º  | —    | 5.º  | 40.º | —    | 22.º | 80.º |

—: não participa
Ab.: abandono

## Equipas
- Paternina-Costa de Almería (2004)
- Phonak Hearing Systems (2005)
- Saunier Duval (2005-2008)
- Cervélo Test Team (2009)
- Andalucia-Cajasur (2010)